# Wilhelm Jost (Physikochemiker)

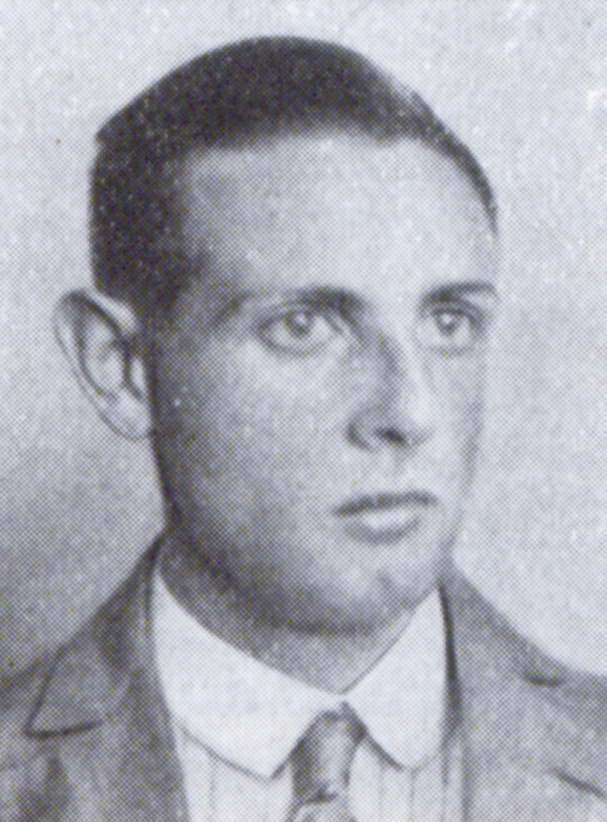
Wilhelm Jost, um 1931

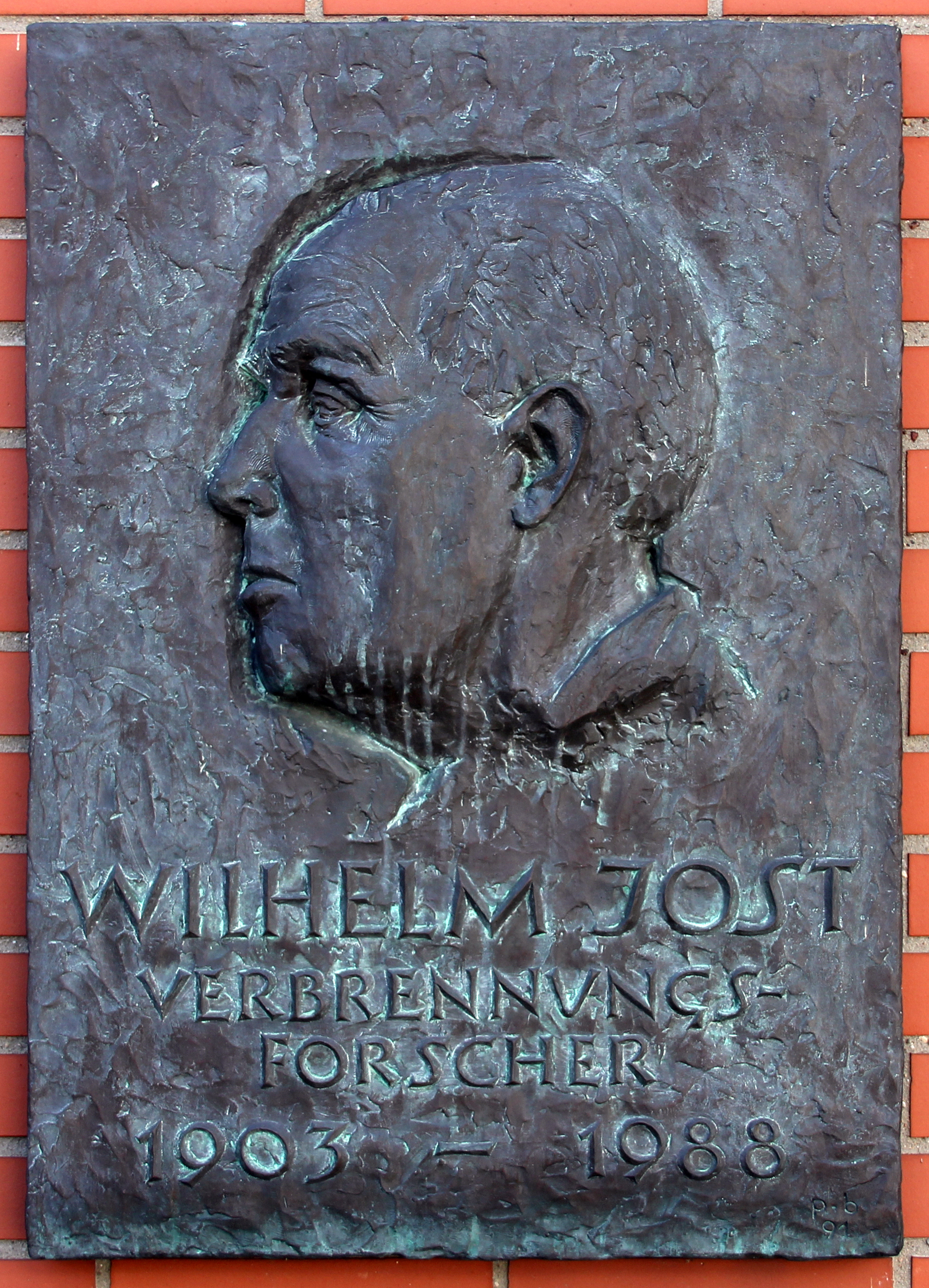
Gedenktafel auf dem Gelände der Bundesanstalt für Materialforschung und -prüfung, Unter den Eichen 87, in Berlin-Lichterfelde

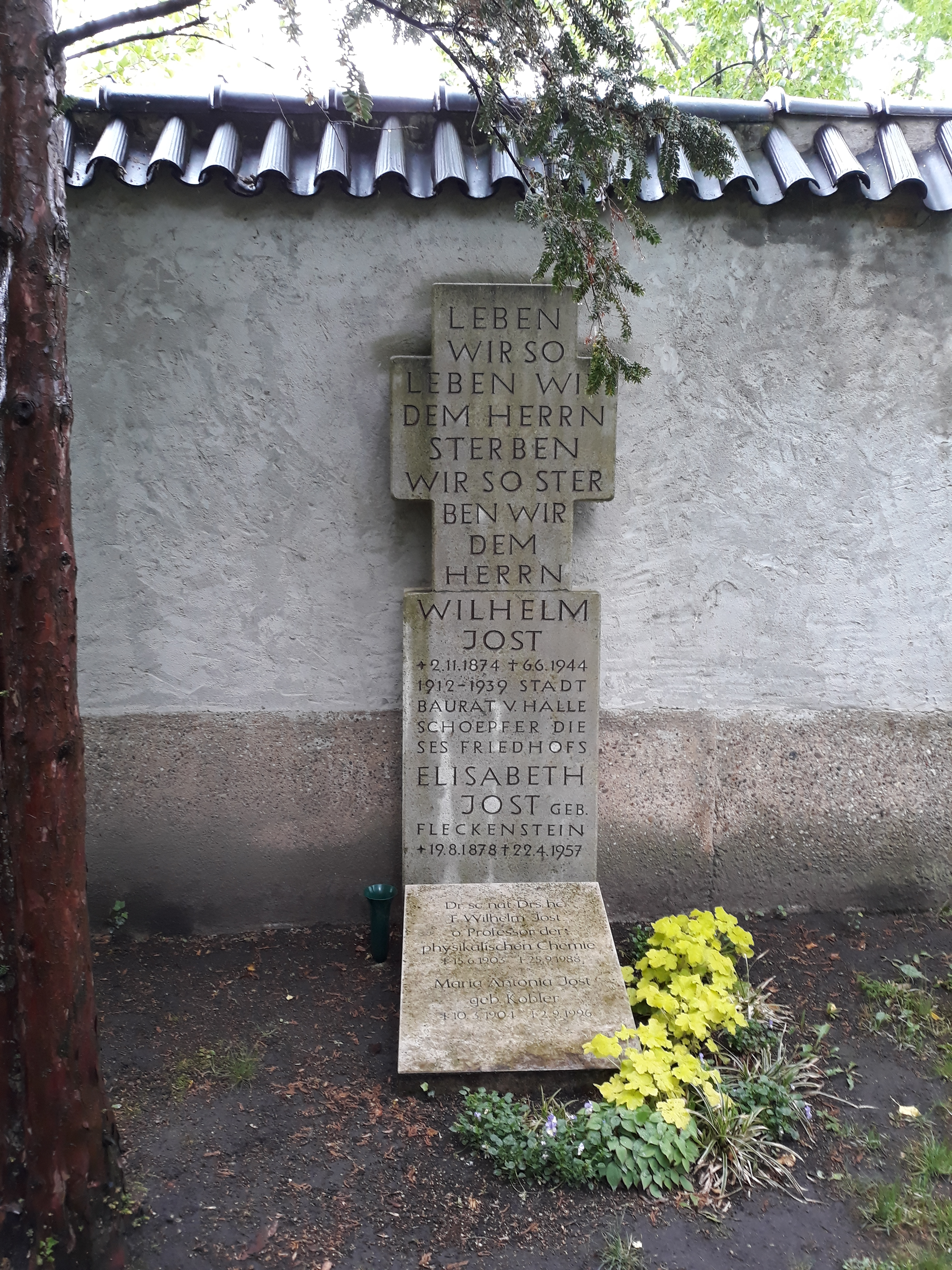
Das Grab von Wilhelm Jost und seiner Ehefrau Maria Antonia geb. Kobler (weißer liegender Grabstein vorne) im Grab der Eltern auf dem Gertraudenfriedhof in Halle (Saale).

Friedrich Wilhelm Jost (* 15. Juni 1903 in Friedberg (Hessen); † 23. September 1988 in Göttingen) war ein deutscher Physikochemiker und Hochschullehrer. 

## Leben
Jost studierte von 1921 bis 1926 an der Universität Halle-Wittenberg, dazwischen ein Semester an der Ludwig-Maximilians-Universität München. Nach seinem Diplom 1924 und seiner Promotion 1926 bei Carl Tubandt in Halle zum Dr. sc. nat. war er 1926 bis 1929 Mitarbeiter (Privatassistent) von Max Bodenstein an der Friedrich-Wilhelms-Universität Berlin. 1929 habilitierte er sich an der Technischen Hochschule Hannover, wo er 1929 bis 1935 als Privatdozent, ab 1935 als außerplanmäßiger Professor tätig war. Dazwischen war er 1932 bis 1933 als Rockefeller Research Fellow am Massachusetts Institute of Technology. 1937 wurde er als außerordentlicher Professor an die Universität Leipzig berufen, wo er ab 1938 wirkte. 1942 war Jost zeitweise stellvertretender Leiter des Instituts für Treib- und Schmierstoffe in Straßburg, welches dem Reichsluftfahrtministerium unterstellt war. Ab 1943 übernahm er zunächst die Vertretung am Lehrstuhl für Physikalische Chemie und war dann 1944 bis 1951 ordentlicher Professor für Physikalische Chemie und Direktor des Physikalisch-Chemischen  Instituts an der Universität Marburg. Ab 1951 war Jost ordentlicher Professor an der Technischen Hochschule Darmstadt und danach ab 1953 an der Georg-August-Universität Göttingen als Nachfolger von Arnold Eucken. 1971 erfolgte seine Emeritierung.
Jost war zeitweise Vorsitzender der Deutschen Bunsen-Gesellschaft, Vizepräsident der englischen Faraday Society und Direktor des internationalen Combustion Institute. Er war Mitglied der Akademie der Wissenschaften zu Göttingen. Im Jahr 1957 wurde er zum Mitglied der Leopoldina gewählt. 1966 wurde er Ehrendoktor der TU Dresden, im selben Jahr auch der TH Darmstadt, 1967 der Universität Caen, 1968 der Universität Cambridge, 1969 der Universität Montpellier, 1975 der Creighton University in Nebraska und 1978 der Universität Karlsruhe. Er wurde 1968 emeritiert.
Im Jahr 1962 hatte er die Sir Alfred Egerton-Medaille, 1967 die Bunsen-Denkmünze und die Medaille de l’Univ. libre de Bruxelles erhalten. 1972 wurde er Officier de l’Ordre des Palmes Acad., 1973 erhielt er die Dechama-Medaille und 1980 die Cothenius-Medaille der Leopoldina.
Ab 1962 gehörte er der International Academy of Astronautics an, ab 1973 war er Korrespondierendes Mitglied der Österreichischen Akademie der Wissenschaften, und 1973 wurde er Membre de l’Académie des Sciences et Lettres de Montpellier.

## Wilhelm-Jost-Gedächtnismedaille
Im Jahr 1992 wurde über eine Stiftung an der Göttinger Akademie der Wissenschaften, die Wilhelm-Jost-Gedächtnismedaille eingerichtet, die seit 1993 jährlich vergeben wird. Neben einer Medaille, die dem Preisträger überreicht wird, hält er außerdem eine Vorlesung an einem Wirkungsort von Wilhelm Jost.

## Leistungen
Jost erbrachte wichtige Beiträge zur Physikalischen Chemie, seine Arbeitsgebiete waren insbesondere:
- Diffusion im Festkörper
- Thermodynamik
- Destillation
- Reaktionskinetik
- Verbrennung

## Schriften (Auswahl)
- Leitfähigkeit von Kristallen. In: Müller-Pouillet: Lehrbuch der Physik. Band 4. 1934.
- Diffusion und chemische Reaktion in festen Stoffen. 1937; Neuauflage, mit K. Hauffe, 1972.
- Explosions- und Verbrennungsvorgänge in Gasen. Berlin 1939 (übersetzt 1946 ins Amerikanische und 1952 ins Russische).
- Diffusion in Solids, Liquids and Gases. 1952; 3. Auflage, New York 1960.
- als Hrsg.: Ulich, Lehrbuch der Physikalischen Chemie. 1954.
- als Hrsg.: Fortschritte der Physikalischen Chemie. 1957 ff.
- als Hrsg. mit H. Eyring und D. Henderson: Advanced Treatise on Physical Chemistry. 10 Bände. 1969 ff.
- mit Jürgen Troe: Kurzes Lehrbuch der physikalischen Chemie. 18. Auflage des von Hermann Ulich begründeten Lehrbuches. Steinkopff, Darmstadt 1973.
- Globale Umweltprobleme. Vorlesungen für Hörer aller Fakultäten, Sommersemester 1972 (= Uni-Taschenbücher. Band 338). Steinkopff, Darmstadt 1974, ISBN 3-7985-0377-X.